# Donzela-de-três-pintas
A donzela-de-três-pintas (Pomacentrus tripunctatus), é uma espécie de donzela com hábitos solitários nativa do Indo-Pacífico, são frequentemente vistas sobre ramos de corais duros da família Acroporidae. Se alimentam de pequenos crustáceos e algas que cultivam sobre corais. Juvenis são frequentemente vistos em poças de maré em lagunas de atóis. Ocasionalmente são procurados como peixe ornamental por aquaristas, por conta de sua fácil manutenção.
Essa espécie é nativa da região do Indo-Pacífico, podendo ser encontrada na costa do Sri Lanka até Taiwan para Cebu e Batangas, nas Filipinas, para a Melanésia, em Vanuatu e Ilhas Salomão até o norte da Austrália.